# Chiquinho (Roman)
Der ca. 1936 entstandene Roman Chiquinho ist das Hauptwerk des kapverdianischen Schriftstellers Baltasar Lopes da Silva.
Er erzählt die Lebensgeschichte eines Jungen von der Insel São Nicolau, vom Besuch der Schule im ländlichen Umfeld seiner Heimatinsel, dem Besuch des Gymnasiums auf der Nachbarinsel São Vicente, seiner Rückkehr in seine Heimat, in der er nun selbst als Schullehrer tätig ist, und schließlich seiner Abreise in das "gelobte Land" Amerika, um der schweren Hungersnot zu entfliehen, die im Jahr seiner Rückkehr wie so oft die gesamten Kapverdische Inseln heimsucht.
Chiquinho erschien erstmals 1947 in Portugal. Noch heute ist das Thema des Romans bezeichnend für die Lebenswirklichkeit vieler Bewohner von Kap Verde, dessen Bevölkerungsmehrheit nicht auf den neun bewohnten Inseln des Archipels, sondern z. B. in Amerika, den Niederlanden oder Portugal lebt. Auch wenn die regelmäßig Wiederkehrenden Dürreperioden heute nicht mehr wie Mitte des 20. Jahrhunderts zu dramatischen Hungersnöten führen, ist die Emigration für viele junge Kapverdier Ziel und Mittel des sozialen Aufstiegs geblieben. Baltasar Lopes Roman arbeitet den inneren Widerspruch Chiquinhos heraus, der sich einerseits seiner Heimat tief verbunden fühlt, sich aber andererseits nicht der Erkenntnis verschließen kann, dass sein Verbleiben in der kleinen, von Traditionen geprägten Inselwelt seine eigene Entwicklung hemmen würde. Schließlich kann auch seine Liebe zu Nuninha, der Tochter seiner Gastfamilie aus São Vicente, ihn nicht von der Abreise mit dem Dampfer nach Amerika abhalten.
Baltasar Lopes da Silva hat für sein Hauptwerk intensive ethnographische Studien betrieben. Zwischen 1930 und 1938 sammelt er Materialien zum kulturellen Leben auf seiner Heimatinsel (die auch zur Heimatinsel der Romanfigur wird) und zu verschiedenen Persönlichkeiten des kapverdischen Alltagslebens (Nhô Chi’Ana, Nhô João Joana, Nhô Loca, Sr. Euclides Varanda, Chico Zepa,
Manuel de Brito „Parafuso“, José Lima etc.). Die grundlegende Struktur des Romans ist ca. 1936 skizziert, erst zwischen 1938 und 1941 jedoch stellt der Autor den Roman in Lissabon fertig.